# ハイメ・ハーケス・ジュニア
ハイメ・ハーケス・ジュニア（Jaime Jaquez Jr., 2001年2月18日 - ）は、アメリカ合衆国・カリフォルニア州アーバイン出身のプロバスケットボール選手。NBAのマイアミ・ヒートに所属している。ポジションはスモールフォワードまたはシューティングガード。

## 経歴

### アドルフォ・カマリロ高校
ハーケス・ジュニアはカリフォルニア州アーバインで生まれ、ベンチュラ郡カマリロで育った。高校は地元のアドルフォ・カマリロ高校に進学した。高校1年生時にシーズン平均15.3得点、10.0リバウンド、2.3アシスト、2.6スティールを記録した。2年生時に足首の怪我で12試合を欠場したが、シーズン平均24.1得点、10.9リバウンド、2.2アシスト、2.6スティールを記録し、ベンチュラ郡全体のセカンドチームに選出された。高校最終年となる3年生時にはシーズン平均31.7得点、11.7リバウンド、3.7アシスト、2.1スティールを記録し、カマリロ高校初のコースタルキャニオンリーグのタイトル獲得に貢献したことから、その年にオールCIFサザンセクションファーストチームに選出された。最終的にハーケス・ジュニアは高校3年間で2653得点を記録した。また、高校在籍時には野球チームの投手としても活動していた。

### UCLA
大学はUCLAに進学し、1年目のシーズンには1試合平均8.9ポイントと4.8リバウンドを記録し、Pac-12のオールルーキーチームに選出された。 2年目には1試合平均12.3ポイントと6.1リバウンドを記録し、Pac-12のセカンドチーム及びディフェンシブチームに選出された。 3年目のシーズンは足首の滑膜炎に苦しみ、両方の足にサポーターを着用してのプレーを余儀なくされたが、1試合平均13.9ポイントと5.7リバウンドを記録し、前年と同様Pac-12のディフェンシブチームに選出され、自身初となるファーストチームにも選出された。また、この年の活躍が認められ、ジュリアス・アービング賞の最終候補5人にもなったが、惜しくも受賞とはならなかった。 4年目には1試合平均17.8ポイントと8.2リバウンドを記録し、2年連続でPac-12のファーストチームに選出され、この年もジュリアス・アービング賞の最終候補5人になったが、またも受賞とはならなかった。シーズン終了後、2023年のNBAドラフトにエントリーした。

### マイアミ・ヒート
2023年6月22日に行われたNBAドラフトにて1巡目全体18位でマイアミ・ヒートから指名され、7月1日にヒートとの契約に合意した。その後すぐに、ヒートの一員としてサマーリーグに参加したが、2試合の出場の後に肩の怪我により残りの試合を欠場した。
2023-24シーズン、11月8日のメンフィス・グリズリーズ戦で11得点、3リバウンド、2アシスト、2スティールを記録し、チームは108-102で勝利した。12月4日に自身初となるイースタンカンファレンス月間最優秀新人選手賞を受賞した。なお、ヒートの新人選手がこの賞を受賞したのは、カロン・バトラー、ケンドリック・ナン、ジョシュ・リチャードソン、マイケル・ビーズリーに次いで史上5人目であった。12月25日のフィラデルフィア・76ers戦でキャリアハイとなる31得点を含む10リバウンド、1アシスト、2スティールを記録し、チームは119-113で勝利した。
2024年1月4日に自身2度目となるイースタンカンファレンス月間最優秀新人選手賞を受賞した。また、オールスターウィークエンドのライジング・スターズ・チャレンジとスラムダンクコンテストに出場した。

## 個人成績

### NBA

#### レギュラーシーズン
| シーズン | チーム | GP  | GS | MPG  | FG%  | 3P%  | FT%  | RPG | APG | SPG | BPG | PPG  |
| -------- | ------ | --- | -- | ---- | ---- | ---- | ---- | --- | --- | --- | --- | ---- |
| 2023–24  | MIA    | 75  | 20 | 28.2 | .489 | .322 | .811 | 3.8 | 2.6 | 1.0 | .3  | 11.9 |
| 2024–25  | MIA    | 66  | 17 | 20.7 | .466 | .311 | .754 | 4.4 | 2.5 | .9  | .2  | 8.6  |
| 通算     | 通算   | 141 | 37 | 24.7 | .478 | .318 | .785 | 4.1 | 2.6 | 1.0 | .2  | 10.3 |

#### プレーオフ
| シーズン | チーム | GP | GS | MPG  | FG%  | 3P%  | FT%   | RPG | APG | SPG | BPG | PPG  |
| -------- | ------ | -- | -- | ---- | ---- | ---- | ----- | --- | --- | --- | --- | ---- |
| 2024     | MIA    | 4  | 4  | 30.6 | .404 | .231 | .857  | 3.3 | 3.0 | .8  | .5  | 12.8 |
| 2025     | MIA    | 3  | 0  | 6.3  | .167 | .000 | 1.000 | 1.3 | .3  | .0  | .0  | 1.3  |
| 通算     | 通算   | 7  | 4  | 20.3 | .379 | .200 | .889  | 2.4 | 1.9 | .4  | .3  | 7.9  |

### カレッジ
| シーズン | チーム | GP  | GS  | MPG  | FG%  | 3P%  | FT%  | RPG | APG | SPG | BPG | PPG  |
| -------- | ------ | --- | --- | ---- | ---- | ---- | ---- | --- | --- | --- | --- | ---- |
| 2019–20  | UCLA   | 31  | 23  | 26.6 | .454 | .313 | .761 | 4.8 | 1.4 | 1.4 | .4  | 8.9  |
| 2020–21  | UCLA   | 32  | 32  | 34.9 | .486 | .394 | .655 | 6.1 | 1.7 | 1.2 | .7  | 12.3 |
| 2021–22  | UCLA   | 34  | 34  | 30.5 | .472 | .276 | .761 | 5.7 | 2.3 | 1.1 | .3  | 13.9 |
| 2022–23  | UCLA   | 37  | 37  | 33.2 | .481 | .317 | .770 | 8.2 | 2.4 | 1.5 | .6  | 17.8 |
| 通算     | 通算   | 134 | 126 | 31.4 | .475 | .328 | .737 | 6.3 | 2.0 | 1.3 | .5  | 13.4 |

## 家族
妹のガブリエラ・ハーケスは2022年のマクドナルドオールアメリカンガールズゲームでMVPを受賞しており、2022–23シーズンからUCLAの女子バスケチームの一員となっている。 兄のマルコス・ハーケスは彼と同じ高校でフットボールに励んでいた。